# Thomas Raffl
Thomas Raffl, född 19 juni 1986 i Villach, är en österrikisk professionell ishockeyspelare som spelar för Winnipeg Jets i National Hockey League (NHL). Han har tidigare spelat på mindre nivåer för Luleå Hockey i Elitserien, Villacher SV och EC Red Bull Salzburg i Österrikiska ishockeyligan, Kelowna Rockets och Swift Current Broncos i Western Hockey League (WHL) och Des Moines Buccaneers i United States Hockey League (USHL).
Raffl blev aldrig draftad av någon NHL-organisation.
Han är äldre bror till Michael Raffl.

## Statistik
| 2003–2004                         | Villacher SV                      | Österrikiska ishockeyligan        | 25  | 1   | 1   | 2   | 4   | 4  | 0  | 0  | 0  | 0  |
| 2004–2005                         | Villacher SV                      | Österrikiska ishockeyligan        | 44  | 7   | 12  | 19  | 49  | 3  | 0  | 0  | 0  | 0  |
| 2005–2006                         | Kelowna Rockets                   | WHL                               | 12  | 2   | 1   | 3   | 11  | —  | —  | —  | —  | —  |
|                                   | Swift Current Broncos             | WHL                               | 21  | 2   | 6   | 8   | 28  | —  | —  | —  | —  | —  |
|                                   | Des Moines Buccaneers             | USHL                              | 4   | 0   | 0   | 0   | 7   | —  | —  | —  | —  | —  |
|                                   | Villacher SV                      | Österrikiska ishockeyligan        | 6   | 0   | 2   | 2   | 2   | 13 | 0  | 0  | 0  | 2  |
| 2006–2007                         | Villacher SV                      | Österrikiska ishockeyligan        | 42  | 8   | 5   | 13  | 36  | 8  | 0  | 0  | 0  | 0  |
| 2007–2008                         | Villacher SV                      | Österrikiska ishockeyligan        | 43  | 11  | 4   | 15  | 78  | 5  | 0  | 2  | 2  | 0  |
| 2008–2009                         | Villacher SV                      | Österrikiska ishockeyligan        | 41  | 23  | 12  | 35  | 57  | —  | —  | —  | —  | —  |
| 2009–2010                         | Luleå Hockey                      | Elitserien                        | 45  | 7   | 8   | 15  | 24  | —  | —  | —  | —  | —  |
| 2010–2011                         | Luleå Hockey                      | Elitserien                        | 22  | 1   | 1   | 2   | 10  | —  | —  | —  | —  | —  |
|                                   | EC Red Bull Salzburg              | Österrikiska ishockeyligan        | 25  | 5   | 7   | 12  | 51  | 16 | 4  | 8  | 12 | 12 |
| 2011–2012                         | EC Red Bull Salzburg              | Österrikiska ishockeyligan        | 50  | 12  | 42  | 54  | 16  | 6  | 5  | 0  | 5  | 2  |
| 2012–2013                         | EC Red Bull Salzburg              | Österrikiska ishockeyligan        | 28  | 5   | 16  | 21  | 16  | 11 | 4  | 1  | 5  | 2  |
| 2013–2014                         | EC Red Bull Salzburg              | Österrikiska ishockeyligan        | 51  | 23  | 22  | 45  | 47  | 14 | 6  | 4  | 10 | 9  |
| 2014–2015                         | EC Red Bull Salzburg              | Österrikiska ishockeyligan        | 52  | 26  | 27  | 53  | 20  | 13 | 5  | 4  | 9  | 8  |
| 2015–2016                         | EC Red Bull Salzburg              | Österrikiska ishockeyligan        | 1   | 1   | 1   | 2   | 2   | —  | —  | —  | —  | —  |
| Elitserien totalt                 | Elitserien totalt                 | Elitserien totalt                 | 67  | 8   | 9   | 17  | 34  | —  | —  | —  | —  | —  |
| Österrikiska ishockeyligan totalt | Österrikiska ishockeyligan totalt | Österrikiska ishockeyligan totalt | 408 | 122 | 151 | 273 | 378 | 93 | 24 | 19 | 43 | 35 |
| WHL totalt                        | WHL totalt                        | WHL totalt                        | 33  | 4   | 7   | 11  | 39  | —  | —  | —  | —  | —  |
| USHL totalt                       | USHL totalt                       | USHL totalt                       | 4   | 0   | 0   | 0   | 7   | —  | —  | —  | —  | —  |